# Karl Angerstein
Karl Angerstein  (4 décembre 1890 – 20 septembre 1985) est un militaire allemand. Il fut Generalleutnant de la Luftwaffe pendant la Seconde Guerre mondiale.

## Biographie
Karl Angerstein est né le 4 décembre 1890 à Mühlhausen en province de Saxe et entre comme cadet, le 25 septembre 1911 au 87e régiment d'infanterie (de). Après sa promotion au grade de Leutnant (lieutenant) le 18 février 1913, il sert plus tard comme officier de compagnie.
Il reçoit du 6 avril au 1er août 1914 une formation de vol au 3e bataillon d'aviation.

### Première Guerre mondiale
Après le déclenchement de la Première Guerre mondiale, il est pilote dans la 4e bataillon de l'air de réserve, où il est devenu chef du demi-bataillon de l'air "W" et "K» .
Après avoir été blessé le 2 novembre 1914, hospitalisé à Posen et en convalescence à Erfurt, Angerstein continue de piloter à partir du 20 janvier 1915 dans le 52e escadron d'attaque au sol, puis à partir du 28 juillet 1915, dans le 23e escadron d'attaque au sol, à partir du 9 février 1915, dans le 52e escadron d'attaque au sol, et à partir du 16 février 1916, il est détaché au 1er escadron de Fokker. Avec l'achèvement de son détachement à l'escadron, il revient le 24 mars 1916 au 52e escadron d'attaque au sol

### Seconde Guerre mondiale
Après le début de la campagne de Pologne le 3 novembre 1939, Angerstein prend le commandement du groupe II de la KG77 (II./KG77), puis Commodore du Kampfgeschwader 28.
Il est promu au grade de Oberst (colonel) le 2 janvier 1940.
Après sa nomination comme commandant du 1er escadron de bombardier (KG1) "Hindenburg" le 17 juillet 1940, il reçoit le 2 novembre 1940 pour les récents succès de l'escadron sous son commandement, la Croix de chevalier de la Croix de fer. Peu de temps avant le début de la campagne contre l'Union soviétique, il est promu Generalmajor (Général de brigade) le 4 janvier 1941.
Du 2 mars au 7 août 1942, il est officier avec fonctions spéciales au Reichsluftfahrtministerium (RLM) et est nommé le 9 juillet 1942 au Hauts Commandement de bombardiers et écoles de Stukas. Il est promu le 1er avril 1943 au grade de Generalleutnant (Lieutenant-Général).
Le 15 juin 1943, il est aux commandes du I. Fliegerkorps (Premier Corps d'Armée de l'air), puis à partir du 8 novembre 1943, il devient officier de Réserve dans l'Oberkommando der Luftwaffe (OKL).
À partir du 4 février 1944, il est officier avec fonctions spéciales dans l'état-major du général von Unruh à Oberkommando der Wehrmacht (OKW) et cela jusqu'au 7 septembre 1944.
Il devient officier de liaison des Forces aériennes du Reich au 1er Haut commandement de la Heer. Il est ensuite détaché à la Cour martiale du Reich du 25 octobre 1944 au 19 janvier 1945 et devient juge-officier de cette même cour du 20 janvier au 8 mai 1945.
À la reddition de l'Allemagne nazie le 8 mai 1945, il est capturé par les troupes américaines et libéré le 30 juin 1947.
Karl Angerstein décède le 20 septembre 1985 à Feldkirchen (Haute-Bavière).

## Promotions
- Fähnrich : 22 mai 1912
- Leutnant : 18 février 1913
- Oberleutnant : 16 juin 1916
- Charakter als Hauptmann : 31 janvier 1920
- Polizei-Oberleutnant : 1er octobre 1919
- Polizei-Hauptmann : 18 octobre 1929
- Polizei-Major : 13 juillet 1929
- Major : 1er juillet 1935
- Oberstleutnant : 1er août 1937
- Oberst : 1er février 1940
- Generalmajor : 1er avril 1941
- Generalleutnant : 1er avril 1943

## Distinctions
- Croix de fer (1914) 2e et 1re Classe
- Insigne des blessés (1914)
- Croix de chevalier de l'Ordre de Hohenzollern avec glaives (17 avril 1918)
- Croix d'honneur
- Agrafe de la Croix de fer (1939) 2e et 1re Classe
- Insigne de pilote-observateur en or avec diamants
- Croix allemande en or (16 juillet 1942)
- Insigne de combat de la Luftwaffe en Or
- Croix de chevalier de la Croix de fer le 2 novembre 1940 en tant que Oberst et Geschwaderkommodore du Kampfgeschwader 1 "Hindenburg"[1]
- Mentionné par deux fois dans le Wehrmachtbericht (19 août 1943 et 9 octobre 1943)

### Sources
- (de) Fellgiebel, Walther-Peer, Die Träger des Ritterkreuzes des Eisernen Kreuzes 1939-1945, Friedburg, Podzun-Pallas, 2000  (ISBN 3-7909-0284-5).
- (de) Veit Scherzer, Die Ritterkreuzträger : die Inhaber des Ritterkreuzes des Eisernen Kreuzes 1939-1945 von Heer, Luftwaffe, Kriegsmarine, Waffen-SS, Volkssturm sowie mit Deutschland verbündeter Streitkräfte nach den Unterlagen des Bundesarchivs, Ranis/Jena, Scherzers Militaer-Verlag, 2007 (réimpr. 2005, 2006), 846 p. (ISBN 3-938-84517-1 et 978-3-938-84517-2, OCLC 891773959).